# 菲律宾华教中心
菲律宾华教中心（英語：Philippine Chinese Education Research Center），是菲律宾155所华语学校的教学“指挥中心”，主任为黄端铭。
2019年2月9日，菲律宾华教中心举办的第12届“中国在你的课堂”（"China In Your Classroom"）蜜蜂比赛在马尼拉落下帷幕。半决赛和决赛中，马尼拉科学高中队均获胜。作为奖励，其队员可前往中国上海五天四夜游。